# Пожар в Салониках (1917)

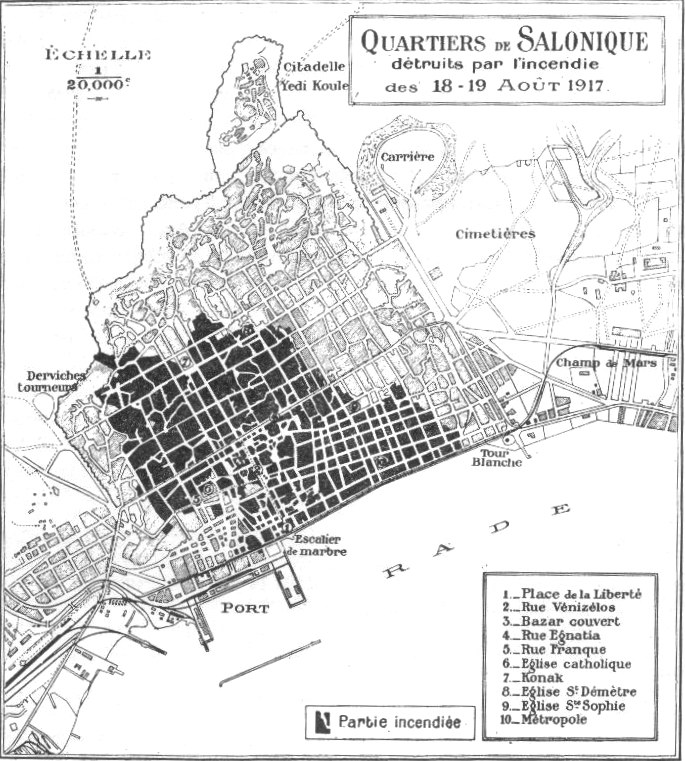
Карта, на которой изображена уничтоженная пожаром территория

Пожар в Салониках 5 (18) августа 1917 года — одно из главных событий в истории города Салоники, заметно изменившее его облик. Огонь бушевал в течение 32 часов и уничтожил 9500 домов на площади более 1 кв. км. Без крыши над головой осталось более 70 000 жителей. Выгорели ценнейшие памятники истории и архитектуры, включая раннехристианскую базилику св. Димитрия. Уничтоженная пожаром территория была восстановлена по новому проекту, что превратило Салоники из средневекового в современный город.

## Город до пожара
Салоники были одним из самых больших и современных балканских городов, а местный порт был одним из важнейших центров торговли. Салоники освободились от власти Османской империи совсем незадолго до пожара, присоединившись к Греции в 1912 году, вместе с большей частью Македонии и Эпира. Население города практически не поменялось: большую часть жителей составляли евреи-сефарды, следом по численности шли греки, турки, болгары и другие национальности.
В 1914 году началась Первая мировая война, в которой Греция сохраняла нейтралитет. Однако с разрешения правительства в 1915 году в Салоники были введены войска Антанты для поддержки своих сербских союзников на македонском фронте. В 1916 году в Салониках начало действовать Движение национальной обороны, которое образовало временное правительство, фактически разделив Грецию на два государства. После отречения короля Константина I в июле 1917 года целостность страны была восстановлена.
Очень быстро Салоники превратились в перевалочный пункт союзнических войск, в результате чего город наводнили тысячи французских и британских солдат. Параллельно с этим в город прибывали беженцы, увеличив население города с 157 889 человек, проживавших в городе согласно переписи 1913 года, до 48 096 семей (271 157 человек).

## Распространение огня

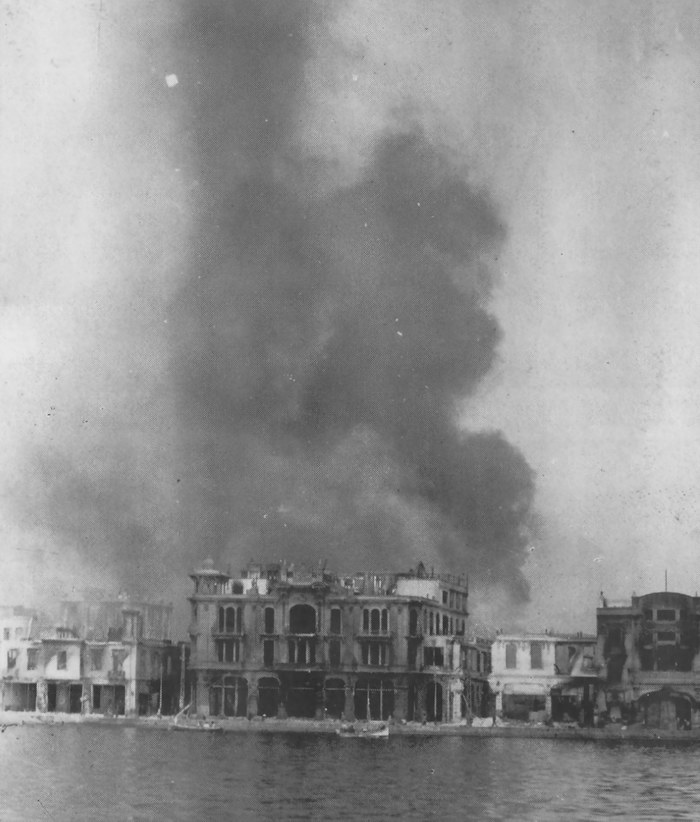
Сгоревшая гостиница «Splendid» с кинотеатром.

Пожар, как показало следствие, проведённое органами юстиции Салоник, начался в субботу 5 (18) августа 1917 год примерно в 15 часов в доме по адресу ул. Олимпиады, 3, где жили бедные беженцы. Здание находилось в районе Мевлане между центром и Верхним городом. Пожар начался из-за искры от огня на кухне, упавшей на солому. Из-за отсутствия воды и безразличия обитателей дома и их соседей пожар не был потушен сразу после возникновения и вскоре благодаря сильному ветру перекинулся на соседние дома и начал распространяться по всему городу.
Вначале пожар распространялся в двух направлениях: к Администрации по улице Св. Димитрия и к рынку по улице Льва Мудрого. Здание Администрации удалось спасти благодаря активному участию его сотрудников. Ветер усиливался, и пожар с возрастающей скоростью стал спускаться к центру города. На рассвете следующего дня ветер сменил направление, и два фронта огня уничтожили весь торговый центр. В 12 часов огонь подошёл к храму Святой Софии, окружив его по периметру, но не повредив, и продолжил распространяться на восток до улицы Народной обороны (бывшей Хамидие), где остановился. Вечером распространение огня прекратилось.

## Попытки тушения
Воды для тушения в достаточных количествах не оказалось, поскольку значительная часть водных ресурсов использовалась союзническими войсками в пригородах для своих нужд. В городе не существовало организованной службы пожаротушения, только немногочисленные частные группы страховых компаний, в большей части случаев плохо обученные и с устаревшим оборудованием или вообще без такового.
Единственной надеждой для Салоник было вмешательство союзнических сил. В середине первого дня пожара французское подразделение с помощью динамита подорвало три дома рядом со штабом для создания вокруг него безопасной зоны, но не продолжило работы и отступило, позволив огню продвигаться дальше. Следующим утром две британских пожаротушительных команды с пожарными машинами остановили огонь рядом с Белой башней. Французские военные спасли здание таможни.
Однако за исключением этих случаев силы союзников отказались приостановить снабжение своих лагерей и больниц водой, предоставив таким образом воду для тушения. Генерал Морис Саррай, глава сил Антанты в Салониках, прибыл на некоторое время к зданию штаба в середине первого дня, но не возвращался в охваченные пожаром районы до того, как пожар был потушен. Некоторые наблюдатели отмечали случаи разграбления магазинов французскими солдатами. На следующий день генерал Саррай приказал казнить двоих солдат, уличённых в сбыте краденых драгоценностей. Британские войска, с другой стороны, помогали в меру своих возможностей, особенно в перевозке погорельцев и их имущества военным грузовиками (французские водители просили за это денег).

## Забота о погорельцах
Число пострадавших от пожара оценивается в 72 500 человек. В докладе для правительства председатель Дирекции жертв пожара Александр Паллис упоминает распределение пострадавших по сообществам: 50 000 евреев, 12 500 православных и 10 000 мусульман.
Забота о погорельцах началось сразу после пожара. Греческие власти соорудили 100 домов на 800 семей. Британские власти соорудили три палаточных городка с 1300 палатками, где получили кров 7000 человек, а французские власти построили временное жильё для 300 семей; кроме того, Общество французских дам построило лагерь на 100 семей. 5000 человек было бесплатно перевезено поездом в Афины, Ларису и Волос. Греческие власти организовали распределительные центры, предоставлявшие бесплатный хлеб 30 000 человек; еду также предоставляли американское, французское и английское отделения Красного креста. Многие евреи, потеряв всё, переехали в западные страны, прежде всего во Францию, некоторые примкнули к сионистскому движению и обосновались в Палестине.
Сразу после принятия первых мер представителем правительства Периклом Аргиропулосом для заботы о тысячах погорельцев была организована Дирекция жертв пожара; правительство выделило 1,5 млн драхм на неотложные нужды. В то же время для сбора и распределения денег и вещей был организован Центральный комитет пожертвований с рядом отделов.

## Разрушения
Пожар уничтожил 120 га, что составляло 32 % общей площади Салоник. Сгоревшая часть города ограничивалась улицами Св. Димитрия, Льва Мудрого, Победы, Народной Обороны, Александра Сволоса и Эгнатия. В официальных документах этот район обозначается как «пострадавшая от пожара зона», в народе его называли просто «погорелье» («греч. καμένα»). Общий материальный ущерб оценивается в 8 млн золотых лир.
Среди сгоревших зданий были почта, телеграф, мэрия, осветительная и водопроводная компании, Турецкий банк, Национальный банк, склады Банка Афин, базилика св. Димитрия с двумя другими православными храмами, мечеть Саатли с ещё 11 мечетями, Главный раввинат со всем архивом и 16 синагог из 33. Также были разрушены большая часть газетных типографий (в Салониках издавалось большинство греческих газет), многие из которых так и не возродились. Было разрушено 4 096 из 7 695 магазинов, что оставило 70 % работоспособного населения безработными.

## Возмещение ущерба
После катастрофы страховые компании не спешили с выплатами компенсаций и направили своих агентов для расследования обстоятельств на месте. Они пытались объяснить пожар военными действиями (распространялись слухи о преднамеренном поджоге города британцами или французами), чтобы избежать необходимости выплачивать астрономические суммы своим клиентам. Общая стоимость заключённых страховых договоров составляла 3 млн золотых лир, причём большая часть имущества была застрахована британскими компаниями. Так, North British and Mercantile Insurance Company должна была произвести выплаты по 3000 страховых договоров. В конечном счёте, под давлением греческих и иностранных властей, а также в результате следствия и судебного решения, установившего, что пожар был следствием несчастного случая, страховые выплаты были произведены в полном объёме.

## Восстановление
Всего через несколько дней после катастрофы правительство Венизелоса объявило, что восстановление должно будет производиться в соответствии с новым генеральным планом, согласно указу № 823/1917, подготовленному министром путей сообщения Александром Папанастасиу. Своим решением Папанастасиу организовал Международный комитет нового плана Салоник, председателем которого стал французский архитектор и археолог Эрнест Эбрар. Новый план был представлен в Генеральном управлении Македонии 29 июня 1918 года. В плане предусматривалась перестройка города согласно европейским стандартам, создание транспортных артерий, площадей и других объектов. Хотя план не был полностью реализован и претерпел многочисленные изменения из-за давления со стороны крупных собственников, планировка города значительно улучшилась по сравнению с той, которая была до пожара, и город приобрёл современный вид.